# OB I. Bajnokság 2010/2011
Sezóna 2010/2011 byla 74. sezónou maďarské hokejové ligy. Mistrem se stal tým Alba Volán Székesfehérvár. Všichni účastníci nejprve od září do ledna hráli MOL ligu. Podle výsledků v ní si celky odnesly bonusové body do OB I. Bajnokság. První tři celky postoupily do play off, kde se přidaly k týmu hrajícímu EBEL - Alba Volán Székesfehérvár.

## Základní část
| Poř. | Tým                                           | Z  | V  | VP | PP | P  | Skóre  | B       |
| ---- | --------------------------------------------- | -- | -- | -- | -- | -- | ------ | ------- |
| 1.   | Budapešť Stars                                | 15 | 11 | 0  | 1  | 3  | 74-33  | 34 (+6) |
| 2.   | Dunaújvárosi Acélbikák                        | 15 | 10 | 2  | 0  | 3  | 87-38  | 33 (+4) |
| 3.   | Miskolci Jegesmedve Jégkorong Sport Egyesület | 15 | 7  | 1  | 2  | 5  | 68-59  | 25      |
| 4.   | Ferencvárosi TC                               | 15 | 5  | 2  | 2  | 6  | 57-63  | 20 (+2) |
| 5.   | Alba Volán Székesfehérvár U19                 | 15 | 4  | 1  | 1  | 9  | 43-57  | 15      |
| 6.   | Újpesti TE                                    | 15 | 2  | 0  | 0  | 13 | 36-115 | 6       |

## Play off

### Semifinále
- Alba Volán Székesfehérvár - Miskolci Jegesmedve Jégkorong Sport Egyesület 3:0 (7:6 SN, 9:1, 8:3)
- Budapešť Stars - Dunaújvárosi Acélbikák 2:3 (4:0, 1:2, 4:2, 2:5, 2:3)

### Finále
- Alba Volán Székesfehérvár - Dunaújvárosi Acélbikák 4:0 (2:1, 5:2, 7:4, 9:4)